# 博士
博士 （はくし、はかせ: Ph.DまたはD.Ph 英: Doctor's degree ドクター・ディグリー）（日本の学位は「はくし」、昔の大学寮の官職名は「はかせ」であった）は、多くの国の高等教育機関・体系の中で与えられる学位のうち最高位のものである（博士の学位参照）。国によっては事実上博士より上位の学位が存在することもある（例：明治31年廃止された大博士）。英語からドクターともいい、世界の教育レベルを分類しているISCEDでは最高位のレベル8、欧州資格フレームワーク (EQF) でも最高位のレベル8と定義されている。
日本では1887年（明治20年）に公布された「学位令」で、法学博士・医学博士・工学博士・文学博士・理学博士の5種類の博士が設けられ、希少性から「末は博士か大臣か」と詠われるほど市井において高く評価され、学位の保持者に対しては敬意が表されていた。5種類で開始した博士学位は19種類まで増えたが、1991年の制度変更で廃止された。現在は「博士（文学）」などと専攻分野をカッコ内に表記し、その数は優に100を超える。明治20年制定の学位令は、博士の学位は、「大学院に入り定期の試験を経た者に授与するほか、これと同等以上の学力のある者に帝国大学評議会の議を経て授与」すると定め、授与権者も、大学ではなく、文部大臣とし、いわば国家的なイベントに位置付け、現在よりもはるかに厳格・限定的であったこととも関係する。
国によって多少の差異はあるものの国際的に最高位の学位として位置づけられている博士 (Doctor) の学位には、課程博士（甲博士）と論文博士（乙博士）との二種類がある。多くの国で手当てされているのが、課程博士。日本では学校教育法第104条第3項により大学など高等教育機関や学位授与機関（日本においては独立行政法人大学改革支援・学位授与機構）における修士およびそれと同等の学力があると認められた者が、指導教授から指導を受けつつ、大学院の博士課程あるいは博士後期課程において主軸となる研究テーマについて研究を行い、その内容を学位論文として執筆し、最高学位に相応しいと授与機関から認められることで取得できる（「甲博士」、通称は「課程博士」もしくは「コースドクター」と称する）。この課程博士と対比されるのが、学校教育法第104条第4項による論文博士である。日本特有の制度であり、その取得要件はかなり厳しいが、取得要件として必要な査読付き論文数を持ち、そのバックグラウンドとして多くの査読なし論文や国際会議発表、学会の委員就任などの実績があり、日頃から研究業績の蓄積量が多く、さらに学位論文の審査により高度な研究能力があると認定されれば、博士号が授与される（「乙博士」、通称は「論文博士」と称する）。
また、学位ではないが、名誉称号としての名誉博士なども存在する。外交儀礼上、各国政府要人等が博士号取得者である場合、官名の後に博士閣下と敬称する事例が見受けられる。
| 分類 | 分類         | 区分                                | 区分                                | 授与を行う標準的な課程                                                  | 授与を行う標準的な課程                                                  |
| ---- | ------------ | ----------------------------------- | ----------------------------------- | ----------------------------------------------------------------------- | ----------------------------------------------------------------------- |
| 称号 | 称号         | 準学士                              | 準学士                              | 高等専門学校の本科                                                      | 高等専門学校の本科                                                      |
| 称号 | 称号         | 高度専門士                          | 高度専門士                          | 専修学校の専門課程（専門学校）のうち、 4年制の学科                      | 専修学校の専門課程（専門学校）のうち、 4年制の学科                      |
| 称号 | 称号         | 専門士                              | 専門士                              | 専修学校の専門課程（専門学校）のうち、 2〜3年制の学科                   | 専修学校の専門課程（専門学校）のうち、 2〜3年制の学科                   |
| 学位 | （下記以外） | 博士                                | 博士                                | 大学院の博士課程 特定の省庁大学校の課程                                 | 大学院の博士課程 特定の省庁大学校の課程                                 |
| 学位 | （下記以外） | 修士                                | 修士                                | 大学院の修士課程 特定の省庁大学校の課程                                 | 大学院の修士課程 特定の省庁大学校の課程                                 |
| 学位 | （下記以外） | 学士                                | 学士                                | 大学の学部 短期大学の専攻科 高等専門学校の専攻科 特定の省庁大学校の課程 | 大学の学部 短期大学の専攻科 高等専門学校の専攻科 特定の省庁大学校の課程 |
| 学位 | （下記以外） | 短期大学士                          | 短期大学士                          | 短期大学の本科                                                          | 短期大学の本科                                                          |
| 学位 | 専門職学位   | 修士（専門職） （○○修士（専門職）） | 修士（専門職） （○○修士（専門職）） | 大学院の専門職学位課程 （専門職大学院）                                 | （法科・教職以外）                                                      |
| 学位 | 専門職学位   | 法務博士（専門職）                  | 法務博士（専門職）                  | 大学院の専門職学位課程 （専門職大学院）                                 | 法科大学院                                                              |
| 学位 | 専門職学位   | 教職修士（専門職）                  | 教職修士（専門職）                  | 大学院の専門職学位課程 （専門職大学院）                                 | 教職大学院                                                              |
| 学位 | 専門職学位   | 学士 （専門職）                     | ○○学士（専門職）                    | 専門職大学                                                              | 専門職大学                                                              |
| 学位 | 専門職学位   | 学士 （専門職）                     | 学士（○○専門職）                    | 大学の学部の専門職学科                                                  | 大学の学部の専門職学科                                                  |
| 学位 | 専門職学位   | 短期大学士 （専門職）               | ○○短期大学士（専門職）              | 専門職大学の前期課程 専門職短期大学                                     | 専門職大学の前期課程 専門職短期大学                                     |
| 学位 | 専門職学位   | 短期大学士 （専門職）               | 短期大学士（○○専門職）              | 短期大学の専門職学科                                                    | 短期大学の専門職学科                                                    |

## 種類

### 研究博士
研究博士 (Research Doctorate) では、自己の研究成果に基づく学術論文を学位請求論文として提出し、大学院の行う博士論文の審査に合格することが求められる。学位請求論文の要件は大学院によって異なるが、通常、査読有りの学術雑誌に掲載された研究論文若しくはそれと同等と見做されるもの（例えば計算機科学の分野では査読有り国際会議の会議論文）、又は前述の要件を満たす出版済み論文1編以上をもとに書かれた論文（テーシス形式）、が原則である。とくに顕著な業績と認められる場合には未出版の研究論文を学位請求論文として認める場合もある。また、文字数やページ数の下限を設定する大学院、出版論文数や国際会議発表件数等を学位審査の申請要件とする大学院もある。
英語圏にて最も知られている研究博士は、リベラル・アーツ系の「哲学博士」 (Doctor of Philosophy, Ph.D., or D.Phil.)であり、これは世界多くの国で付与されている。
その他の研究博士号には、教育博士 (Doctor of Education, D.Ed., Ed.d)、芸術博士 (Doctor of Arts, D.A.)、Doctor of Professional Studies、社会科学博士 (Doctor of Social Science, D.S.Sc.)、ビジネスマネジメント博士 (Doctor of Business Administration, D.B.A.)、マネジメント博士 (Doctor of Management, D.Mgt.)、情報セキュリティ博士 (Doctor of Information Security, D.I.S.)、リハビリテーション博士 (Doctor of Rehabilitatin, Rh.D.)、社会福祉学博士 (Doctor of Social Work, D.S.W.) など。工学博士系では様々な名称があり、日本、米国、韓国では Doctor of Engineering (D.Eng.)、イギリスではEngineering Doctorate、ドイツではDoktor-Ingenieur (Dr.-Ing.) やDoctor rerum naturalium (Dr.rer.nat.) などがある。
神学では、Doctor of Theology (D.Th.) や Doctor of Sacred Theology (D.S.Th.) が研究博士号である。

### 専門職博士
多くの国では、学術的教育、学術的研究を行っていない分野においても、"doctorates"の専門職博士号を付与している。
たとえば米国とカナダでは、医学博士 (Doctor of Medicine, D.M.), (Doctor of Physical Therapy, D.P.T.), (Doctor of Chiropractic, D.C.), (Doctor of Osteopathic Medicine, D.O.)、歯学博士 (Doctor of Dental Surgery, D.D.S.),薬学博士 (Doctor of Pharmacy, D.Pharm.), 心理学博士 (Doctor of Psychology, D.Psy), 社会福祉学博士 (Doctor of Social Work, D.S.W.), 精神保健学博士 (Doctor of Behavioral Health, D.B.H.),  獣医学博士 (Doctor of Veterinary Medicine, D.V.M.), 看護学博士 (Doctor of Nursing Practice, D.N.P.)などがある。
日本では、学位規則第5条の2に基づき、「法務博士（専門職）」(Juris Doctor, J.D.)の学位が授与されている。

## 肩書き
英語、ドイツ語などでは、博士への敬称はDoctor of Philosophy (Ph.D.) もしくはDr.（ドクター）表記となる（フランス語では点をつけずDrとすることが多い）。会話の際に名前の前に肩書として付ける場合には「ピーエイチディー」よりも「ドクター」を用いることが多い。

### 医師
医師、歯科医師、獣医師も博士と同じくドクターと称されるが、この場合のドクターは学位ではなく、病院や診療所内職種としての医師に対する形容となる。医師も博士号を取得するためには、独自性のある研究論文や著書を提出し、博士論文審査に合格することが要件となる。但し、６年制学科である医学科、歯学科、薬学科、獣医学科を卒業した者は修士課程に進学せず博士課程に進学する。
アメリカには専門職学位制度があるため専門職の多くはdoctorである。
例えば世界保健機関（WHO）の世界の医学部リストにおいては、日本の医学部卒業の学位はigakushi あるいはBachelor of Medicineとなっている。大学院課程にて医学博士号、歯学博士号、獣医学博士号（臨床博士号を含め）を取得した人物には、Ph.D.を併記する（例、M.D., Ph.D. といったように間にカンマを打つのが慣例である）。日本では過去においては医学博士号の所持者が「学位」の意味も含め、肩書きにM.D.（歯学博士号の場合はD.M.D., D.D.S.）とのみ記していた時期もある。
これら学位とは別に現在の日本では博士学位の有無に拘らず、医師免許、歯科医師免許、獣医師免許を持つ者をドクターと呼称するのが通例である。これに対し、職種として医師ではないが医学博士号を有する者（たとえば医学博士号を持っている看護職）も存在し、彼らもドクターではある。
これら肩書に統一性が見られないのは、戦前の教育制度上は大学卒業生のみに「医学士」が与えられ、事実上、医学博士が大学出身者に独占されていた。明治時代の医籍簿には外国の教育機関で医学を習得したものを「ドクター」と分類していた、などの歴史的経緯があり、またドクターの用語が外来語であるためその用法や解釈に統一性が見られないなどの複雑に錯綜する歴史的経緯に起因する事情がある。

## 各国の制度
博士号の学位制度は、国によって異なる。

### 日本
現在の博士の学位については、学校教育法第104条において、大学が大学院の課程を修了した者に博士の学位を授与することとされ、第104条第2項に前項の規定により博士の学位を授与された者と同等以上の学力があると認める者に対し、博士の学位を授与することができるとされている。学位規則第4条では、大学院博士課程を修了した者に博士の学位を授与することが規定されており、同条の第2項では大学院の行う博士論文の審査に合格し、かつ、大学院の博士課程を修了した者と同等以上の学力を有することを確認された者に対し博士の学位の授与を行うことができると規定されている。同規則第4条1項に基づく博士の学位を課程博士、第2項に基づく博士を論文博士と呼び分けることもある。
また、学校教育法第104条第4項および学位規則第6条の2においては、独立行政法人大学改革支援・学位授与機構が、学校以外の教育施設で大学院博士課程に相当する教育を修了し、機構が行う審査に合格した者に、博士の学位を授与することとされている。
先述の博士と位置付けの異なるものに、法務博士（専門職）がある。法曹養成制度の改革により、2003年以降、専門職大学院の一種である法科大学院において、法務博士（専門職）の学位が新設された。法学博士とは異なるものであり、専門職学位に位置づけられるものである。
- 博士課程 -博士の学位の授与を受けるために在学する大学院の課程のこと。
- 博士論文 - 「博士の学位」の授与審査を受けたときに提出した学位請求論文のこと。
- 博士号 - 「博士の学位」のこと。

#### 日本での歴史
日本においては、1887年（明治20年）5月21日、学位令（明治20年勅令第13号）が公布せられ、同令第1条により、博士と大博士の二等の学位が定められ、第2条により法学博士、医学博士、工学博士、文学博士、理学博士の五種が定められた。さらに、第3条により、博士学位は大学院の定規試験を通過した者、もしくは同等以上の学力があるとして帝国大学評議会の議を経た者に、文部大臣が授与した。また、この頃は、課程の試験もしくは論文の提出以外の他に、推薦による博士学位の授与が存在していた。推薦を行う権限を有していたのは、文部大臣、帝国大学総長、そして、博士授与者からなる博士会であった。1888年（明治21年）5月7日に五種の博士の学位に対し25名が日本で初めて授与されている。
- 法学博士：箕作麟祥、鳩山和夫、穂積陳重、菊池武夫、田尻稲次郎
- 医学博士：池田謙斎、橋本綱常、高木兼寛、三宅秀、大沢謙二
- 工学博士：松本荘一郎、古市公威、原口要、長谷川芳之助、志田林三郎
- 文学博士：加藤弘之、重野安繹、外山正一、小中村清矩、島田重禮
- 理学博士：矢田部良吉、伊藤圭介、菊池大麓、山川健次郎、長井長義

1898年（明治31年）の学位令改正により、学位は博士の一種となり（結局、「大博士」は授与された者がいないまま廃止となった）、学位授与の資格は、帝国大学大学院に入り試験を経た者、または論文を提出して帝国大学分科大学教授会がこれと同等以上の学力ありと認めた者、もしくは、博士会が学位を授くべき学力ありと認めた者に、文部大臣が授けることとされた。また、薬学博士、農学博士、林学博士、獣医学博士の4種類の学位が追加された。
1914年、勅令第200号として改正学位令が公布され、学位授与の規定がより具体的に規定されるとともに、第10条により、学位の栄誉を汚辱した者にはこれを剥奪する、懲罰規定が盛り込まれるなどより詳細な規定が整備された。
1920年の学位令改正では経済学博士、経営学博士、商学博士、政治学博士、神学博士の5種類の学位が追加された。また、この改正により、博士の学位の授与権者が文部大臣から大学へと移譲された。
今日の学位制度における博士の学位は1947年の学校教育法の制定により整備されたものである。1953年、学位規則が制定され、新たな学位として修士の学位が加わり、学位は博士と修士の二等となった。1991年改正学校教育法により、学位は博士、修士に加え学士の三等とされ、それまで専攻分野を冠した学位名称だったものを、全て博士、修士、学士に統一し、その代わりとして、博士（医学）というように学位の後に専攻名を括弧付きで併記することとされた。同年には、今日の独立行政法人大学改革支援・学位授与機構の前身となる学位授与機構が発足し、省庁大学校で大学院博士課程の修了に相当する教育課程を経た者に対する博士の学位は、当該大学校および学位授与機構の審査を経た者に授与されることとなった。2000年、学位授与機構は、大学評価・学位授与機構に改組され、それまでの学位事業は同機構に承継された（2016年に再改組され大学改革支援・学位授与機構となる）。さらに2005年改正学校教育法により、上記三等の学位に加え短期大学士を加えた四等となり、これによって今日の学位制度が整えられた。

#### 博士号の種類

##### 1887年-1898年
1887年（明治20年）制定の学位令により、博士の種類は次の5種類とされた。
- 法学博士
- 医学博士
- 工学博士
- 文学博士
- 理学博士

##### 1898年以降
1898年（明治31年）12月9日の学位令改正により、4種類が追加され、合計9種類とされた。
- 法学博士
- 医学博士
- 薬学博士（新設）
- 工学博士
- 文学博士
- 理学博士
- 農学博士（新設）
- 林学博士（新設）
- 獣医学博士（新設）

##### 1920年以降
1920年（大正9年）の学位令改正により、5種類が追加され、合計14種類とされた。また、この年より授与権者が文部大臣から大学へと移った。
- 法学博士
- 医学博士
- 薬学博士
- 工学博士
- 文学博士
- 理学博士
- 農学博士
- 林学博士
- 獣医学博士
- 経済学博士（新設）
- 経営学博士（新設）
- 商学博士（新設）
- 政治学博士（新設）
- 神学博士（新設）

##### 1956年以降
1956年（昭和31年）に学位規則の制定により3種類の博士が追加され、合計17種類の博士が定められた。その後、1969年（昭和44年）に保健学博士、1975年（昭和50年）に学術博士が新設された。1991年（平成3年）6月の学位規則改正までの間に列挙されていた博士の種類は以下の19種類である。
- 法学博士
- 医学博士
- 歯学博士
- 薬学博士
- 工学博士
- 文学博士
- 理学博士
- 農学博士
- 林学博士
- 獣医学博士
- 経済学博士
- 経営学博士
- 商学博士
- 政治学博士
- 神学博士
- 教育学博士（新設）
- 社会学博士（新設）
- 水産学博士（新設）
- 保健学博士（1969年新設）
- 学術博士（1975年新設）

##### 1991年改正以降
1991年以降は、括弧つきで専門分野を博士の名称の後ろに付記する表記になり、博士（医学）のように示されるようになった。専攻分野の名称は大学により定められるとされているため、現在では様々な名称が用いられている。1991年以前からある学位の表記が変更されたもの（医学博士→博士（医学）、文学博士→博士（文学）、工学博士→博士（工学）など）以外にも、以下のように、様々な専攻分野の博士学位が授与されている。学位規則により、学位を表記する際には専攻分野と当該学位を授与した大学または大学改革支援・学位授与機構を付記しなければならない（例：「博士（工学）（東京工業大学）」「京都大学博士（文学）」「博士（法学）東京大学」）
理工系
- 博士（理学）
- 博士（工学）
- 博士（科学）
- 博士（化学）
- 博士（数学）
- 博士（地理学）
- 博士（資源学）
- 博士（情報学）
- 博士（理工学）
- 博士（建築学）
- 博士（物理学）
- 博士（商船学）
- 博士（数理科学）
- 博士（電気工学）
- 博士（情報工学）
- 博士（生命科学）
- 博士（生命農学）
- 博士（生物科学）
- 博士（生物工学）
- 博士（海洋科学）
- 博士（統計科学）
- 博士（芸術工学）
- 博士（情報科学）
- 博士（環境科学）
- 博士（感性科学）
- 博士（海事科学）
- 博士（社会工学）
- 博士（経営情報）
- 博士（材料科学）
- 博士（知識科学）
- 博士（認知科学）
- 博士（環境共生学）
- 博士（経営情報学）
- 博士（学際情報学）
- 博士（総合情報学）
- 博士（環境理工学）
- 博士（物流情報学）
- 博士（地球環境学）
- 博士（情報理工学）
- 博士（地球環境科学）
- 博士（緑地環境科学）
- 博士（生物資源科学）
- 博士（生物資源工学）
- 博士（応用生命科学）
- 博士（生命共存科学）
- 博士（経営情報科学）
- 博士（エネルギー科学）
- 博士（国際情報通信学）
- 博士（生物環境調節学）
- 博士（システム生命科学）
- 博士（バイオサイエンス）
- 博士（システム情報科学）
- 博士（ソフトウェア情報学）
- 博士（コンピュータ理工学）
- 博士（システムズ・マネジメント）
- その他

人文社会学系
- 博士（商学）
- 博士（文学）
- 博士（法学）
- 博士（神学）
- 博士（政治学）
- 博士（社会学）
- 博士（経済学）
- 博士（経営学）
- 博士（哲学）
- 博士（史学）
- 博士（民俗学）
- 博士（金融学）
- 博士（人文学）
- 博士（仏教学）
- 博士（文化財）
- 博士（心理学）
- 博士（新聞学）
- 博士（観光学）
- 博士（会計学）
- 博士（経営法）
- 博士（歴史学）
- 博士（言語学）
- 博士（英文学）
- 博士（中国学）
- 博士（英語学）
- 博士（宗教学）
- 博士（神道学）
- 博士（密教学）
- 博士（法律学）
- 博士（技術経営）
- 博士（英米文学）
- 博士（言語文化）
- 博士（日本文化）
- 博士（日本文学）
- 博士（文化史学）
- 博士（国際関係）
- 博士（総合政策）
- 博士（創造都市）
- 博士（政策研究）
- 博士（政策科学）
- 博士（社会科学）
- 博士（地域研究）
- 博士（流通科学）
- 博士（国際文化）
- 博士（中国研究）
- 博士（人文科学）
- 博士（日本史学）
- 博士（不動産学）
- 博士（ドイツ語学）
- 博士（ドイツ文学）
- 博士（公共政策学）
- 博士（比較文明学）
- 博士（国語国文学）
- 博士（社会人類学）
- 博士（国際協力学）
- 博士（国際政治学）
- 博士（国際関係論）
- 博士（文化政策学）
- 博士（地域政策学）
- 博士（国際経営学）
- 博士（言語文化学）
- 博士（応用経済学）
- 博士（臨床心理学）
- 博士（応用言語学）
- 博士（英語英文学）
- 博士（教育心理学）
- 博士（文化人類学）
- 博士（社会心理学）
- 博士（ヒューマン・セキュリティ）
- 博士（ファイナンス）
- 博士（フランス語学）
- 博士（フランス文学）
- 博士（マネジメント）
- 博士（総合社会文化）
- 博士（イギリス文学）
- 博士（国際公共政策）
- 博士（国際開発研究）
- 博士（国際経済法学）
- 博士（比較社会文化）
- 博士（社会環境科学）
- 博士（アメリカ研究）
- 博士（英語文化研究）
- 博士（ドイツ文化研究）
- 博士（歴史民俗資料学）
- 博士（国際政治経済学）
- 博士（政策・メディア）
- 博士（日本語日本文化）
- 博士（アジア地域研究）
- 博士（日本語日本文学）
- 博士（地域社会システム）
- 博士（グローバルビジネス）
- 博士（コミュニケーション学）
- 博士（国際コミュニケーション）
- 博士（アドミニストレーション）
- 博士（アメリカ・ヨーロッパ文化学）
- その他

理工系その他（医歯薬学・保健体育・農学系）
- 博士（医学）
- 博士（歯学）
- 博士（薬学）
- 博士（農学）
- 博士（林学）
- 博士（水産学）
- 博士（保健学）
- 博士（獣医学）
- 博士（医薬学）
- 博士（体育学）
- 博士（医科学）
- 博士（看護学）
- 博士（鍼灸学）
- 博士（畜産学）
- 博士（水産科学）
- 博士（体育科学）
- 博士（障害科学）
- 博士（健康科学）
- 博士（保健科学）
- 博士（行動科学）
- 博士（農芸化学）
- 博士（神経科学）
- 博士（臨床薬学）
- 博士（農業工学）
- 博士（医療薬学）
- 博士（医療情報学）
- 博士（再生医科学）
- 博士（心身障害学）
- 博士（感覚矯正学）
- 博士（医療技術学）
- 博士（保健医療学）
- 博士（医療福祉学）
- 博士（社会福祉学）
- 博士（保健衛生学）
- 博士（実験動物学）
- 博士（農業経済学）
- 博士（生物生産学）
- 博士（生物産業学）
- 博士（生物資源学）
- 博士（応用昆虫学）
- 博士（スポーツ科学）
- 博士（スポーツ医学）
- 博士（医療福祉経営学）
- 博士（国際農業開発学）
- 博士（心身健康科学）
- 博士（スポーツ健康科学）
- 博士（ヒューマン・ケア科学）
- 博士（国際バイオビジネス学）
- 博士（リハビリテーション学）
- 博士（リハビリテーション療法学）
- その他

教育・家政・芸術・学術系
- 博士（学術）
- 博士（教育学）
- 博士（科学）
- 博士（芸術）
- 博士（家政）
- 博士（美術）
- 博士（音楽）
- 博士（美学）
- 博士（食品学）
- 博士（音楽学）
- 博士（家政学）
- 博士（芸術学）
- 博士（環境学）
- 博士（国際学）
- 博士（人間科学）
- 博士（生活科学）
- 博士（都市科学）
- 博士（デザイン学）
- 博士（身体教育学）
- 博士（生活環境学）
- 博士（生活造形学）
- 博士（学校教育学）
- 博士（芸術文化学）
- 博士（言語教育学）
- 博士（教育情報学）
- 博士（臨床教育学）
- 博士（食品栄養学）
- 博士（都市情報学）
- 博士（食品栄養科学）
- 博士（日本語教育学）
- 博士（人間・環境学）
- 博士（図書館情報学）
- 博士（図書館・情報学）
- 博士（都市・地域計画）
- 博士（国際広報メディア）
- 博士（都市・環境システム）
- 博士（日本語学・日本語教育学）
- その他

#### 博士学位の取得方法
日本において博士の学位を授与するのは、大学もしくは独立行政法人大学改革支援・学位授与機構である。学校教育法第104条第3項は、大学院の課程（専門職大学院を除く。）を修了した者に修士又は博士の学位を授与することとされ、第104条第4項に、文部科学大臣の定めるところにより、前項の規定により博士の学位を授与された者と同等以上の学力があると認める者に対し、博士の学位を授与することができるとされている。
学校教育法第104条第3項に基づいて、課程修了によって取得する博士号を"課程博士"（"甲博士"）、他方、同第4項に基づいて課程への在籍とは関係なく論文提出によって取得する博士号を"論文博士"（"乙博士"）と呼び分けることがある。
"課程博士"（"甲博士"）に関しては、「特に秀でた研究実績を持たない人は、課程博士を選択すべきである。課程博士のメリットは、指導教授から研究指導を直接受け、研究の進め方や業績の積み方を学べることである。大学の図書館などの研究インフラが利用できることも大きい。デメリットとしては、標準的な在籍期間が3年間であるため時間的な制約を受ける点、学費として数百万円が必要になる点があげられる。」と評価されている。
一方、"論文博士"（"乙博士"）に関しては、「博士号の取得要件は、論文博士の方がかなり厳しい。そもそも論文博士を取得できるような人は、単に取得要件として必要な査読付き論文数を持っているだけでなく、そのバックグラウンドとして多くの査読なし論文や国際会議発表、学会の委員就任などの実績があり、日頃から研究業績の蓄積量が多い。」と評価されている。
大学が博士号を授与した場合、授与大学ごとに「学位番号」あるいは「学位授与番号」と呼ばれる「通し番号」が付けられて文部科学省に報告されるが、"課程博士"（"甲博士"）には甲1234XX号のように「甲」が、"論文博士"（"乙博士"）には乙1234XX号のように「乙」が付けられる。
なお、中央教育審議会は2005年6月13日の総会で大学院改革に関する中間報告「新時代の大学院教育 - 国際的に魅力ある大学院教育の構築に向けて - 」の中で、「"論文博士"（"乙博士"）」について、「諸外国の制度と比べ日本独特の論文博士は、将来的には廃止する方向で検討すべきではないかという意見も出されている」と述べる一方、反対意見も紹介した上で、「論文博士については、学位に関する国際的な考え方や課程制大学院制度の趣旨などを念頭にその在り方を検討していくことが適当である」としている（資料第1章第2節3 課程制大学院の制度的定着の促進を参照）。
また、大学によっては、所定の期間在学し所定の単位を取得して退学した後であっても、一定期間のうちに論文を提出することにより"課程博士"（"甲博士"）を与える制度を設けていることもある。これと同様にして、"論文博士"（"乙博士"）として学位の取得を申請する場合であっても、博士課程の在籍経験がある者に対しては、学力の確認（試験）の扱いを一部免除するなど便宜を図っている大学もある。
しかし、退学後の"課程博士"（"甲博士"）の授与について中央教育審議会は、「一部の大学においては、博士課程退学後、一定期間以内に博士の学位を取得した者について、実質的には博士課程における研究成果として評価すべき部分が少なくないとして『課程博士』として取り扱っている例も見受けられる。このような取り扱いについては、各大学の判断により、何らかの形で博士課程への在籍関係を保ったまま論文指導を継続して受けられるよう工夫するなど、当該学生に対する研究指導体制を明らかにして、標準修業年限と比べて著しく長期にならない合理的な期間内に学位を授与するよう、円滑な学位授与に努めることが必要である」とし、退学した後であっても、学生が再度復学などの形をとって課程に在籍して修了した上で学位が授与されることを原則とするような措置を各大学に求めている（資料）。

#### 博士論文公表の義務
なお、日本では、学位規則第8条及び第9条において、博士論文の内容の要旨、論文審査の結果の概要の要旨及び論文の全文の公表について定められている。2013年3月までは、全文については「印刷公表」が義務付けられており、実態としては、学位授与大学の図書館等での保管・閲覧に加えて、国立国会図書館へ送付し、同館での保管・閲覧をもって「印刷公表」としている例が多かった。学位規則の改正により、2013年4月以降は、要旨・全文ともに、学位授与大学がインターネットの利用により公表するものと改められ、国立国会図書館への送付も、印刷物ではなく電子データによることが可能となった。
博士論文の検索については、印刷物・電子形態いずれについても、国立国会図書館オンラインや国立国会図書館サーチで検索が可能である。

#### 博士学位の取得方法の意義と問題点
博士の学位は、明治・大正期において「末は博士か大臣（大将）か」と言われた程、信頼の高い称号であった。
所定の在学期間（3年間）以上在学し、修了に必要な単位を全て取得してはいるものの、学位論文だけが完成しないまま就職することも多く、こうした場合「単位取得満期退学」と称する場合がある。文部科学省中央教育審議会の報告書では「課程の修了に必要な単位は取得したが、標準修業年限内に博士論文を提出せずに退学することを『満期退学』や『単位取得後退学』などと呼称し、制度的な裏づけがあるかのような評価をしている例があるが、これは課程制大学院制度の趣旨に鑑みて適切でない」とし、これらの名称の使用に対しては否定的な見解を示している。
在学年数を越えて大学院に留まる場合は研究生として在籍するケースもある。また、2005年の文部科学省中央教育審議会において文部科学大臣への答申の中で博士課程に社会人コースを設置し、社会経験にて実績のある人物の場合は1年間の在籍期間中に学位取得を志すことができるようにすべきだとされた。つまり、大学院の博士課程に社会人コースが設置された場合、1年間の修学期間で博士号を取得することが可能となる。
近年、博士号は研究者の最終目標ではなく始発点との考えが広まりつつある。特に2001年の学位規則改正後には、博士課程が拡充されるとともに、大学院指導が、教育機関における課程の修了によって学位を授与するという原則に従って、論文の執筆と申請及び合否判定を在学中に行う方向に変化してきている。ところが、博士号の在学中の取得が困難であると考えた日本の大学生や外国人留学生が、日本の大学院を敬遠し、海外の大学院での学位取得を目指して流出することがある。
結果として、各大学が博士号の取得に要する研究業績の条件を設け、語学試験や事前審査などを通じた博士候補の認定などの、学位授与にかかる一連の過程を明文化することとなった。これらによって、在籍する学生は計画的に研究し目標を設定し得るようになった。学位授与の条件は各分野により異なる。多くの場合、博士論文の提出までに学会で発表して、査読付き投稿論文を執筆するという業績を、博士課程在籍中に上げることが条件となっている。
学位取得後の進路では、博士号を有しながらも定職に就けないという、オーバードクター問題が発生している。これは、職業安定法に関して、政策や行政を違反とする異議を唱える能力もない学位取得者や、社会規範に対する認識能力の低い者達を放任する一般国民や政治家らの潮流によって生じている。このような状況の下で「高学歴プア」というレッテルが広まった。文部科学省は、職業安定法を満たさない問題の解決策として、2009年6月5日、第2期の中期目標素案作りが進む各国立大学に、大学院博士課程の定員削減を要請した。

### アメリカ合衆国

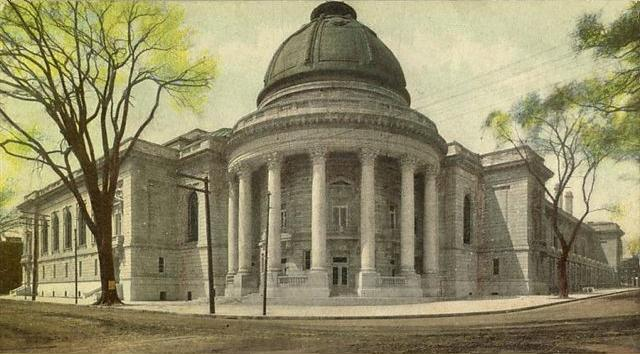
1861年、アメリカで初めてDoctorate of Philosophy (Ph.D.) を授与したイェール大学

アメリカ合衆国では、学術による（専門博士でない）博士は、伝統的に Doctor of Philosophy の学位を授与される。この Philosophy は一学問分野としての哲学ではなく、広く学術一般を意味し、Ph.D. と略される。また、大学によっては、Doctor of Science を Ph.D. の替わりに選択することができたり、Doctor of Philosophy とは名称の異なる学位を授与することもある。
一般的に、Ph.D. の学位には専攻分野が添えられ、学位保持者の研究分野を明確にすることが多い。例えば、政治学の研究において授与された博士号であれば、Doctor of Philosophy in Political Science となり得るし、環境科学の博士号であれば、Doctor of Philosophy in Environmental Science とされるであろう。
また、Ph.D. の学位ではなく、専攻ごとに細分された学位を授与する場合もある。例えば、工学における博士号で、Doctor of Engineering という学位が授与されることもある。ここで、工学は、元来リベラル・アーツに含まれておらず、基礎的な研究を重視する学術を追求する分野として考えられていない場合があることに注意しておきたい。さらに、Ph.D. の代わりに、Doctor of Science という学位を理科系の専攻に用いる大学もある。
また、純粋な基礎研究以外に、研究結果を実際に応用することを強調したプログラムでは、Ph.D. の学位を授与するかわりに、下記のような学位を授与することもある。
- Doctor of Theology（略称：ThD）神学
- Doctor of Psychology（略称：PsyD）心理学
- Doctor of Education（略称：EdD）教育学
- Doctor of Musical Arts（略称：D.M.A.）音楽
- Legum Doctor（略称：LL.D.）法学
- Doctor of Social Science（略称：D.S.Sc.）（既に社会科学系の博士号を持つ者が2つ目に取得する社会科学系博士号）

これらの学位においても、名称の違いは大きい。
また、一部の学位は、専門資格の取得の条件になっているが、日本のケースと異なることがある。例えば、PsyD は、アメリカでは5年間のフルタイム就学が必須であるが、日本では、臨床心理士は、修士号取得者が取得できる。アメリカでは、州政府が認定する臨床心理士は臨床心理学者であり、PsyD が必要だが、修士レベルの心理臨床従事者は、州政府の資格である心理カウンセラーという別資格を持つ。アメリカを含めた欧米では、弁護士、医師、歯科医、眼科医、臨床心理士、一部の看護師等の高度専門職従事者は往々に博士号が必須である。アメリカ合衆国の州では、博士号保持者以外が心理学者、または臨床心理士と自称し、臨床行為を行うことは違法である。

### イギリス
イギリスでは、研究博士号は資格単位フレームワーク (QCF) においてレベル8であり、PhD または DPhilと略記される（DPhilは オックスフォード大学、サセックス大学、バッキンガム大学）。名誉博士号については、Doctor of Engineering 等のように of を用いて表記される。標準的な修学期間は多くの場合、修士号取得後3年間である。

### オーストラリア
オーストラリアにおける博士号 (Doctoral degree) は、オーストラリア教育訓練省の定める豪州資格フレームワークにおいてレベル10とされる。

### ドイツ
ドイツでは、ドイツ資格フレームワーク (DQR) レベル8に位置づけられる。
少なくとも、以下の学位が存在する。
- Doktor der Agrarwissenschaften（略称：Dr. agr. (agriculturae)） - 農学博士
- Doktor der Ingenieurwissenschaften（略称：Dr.-Ing. (Doctor-Ingenieur)）- 工学博士
- Doktor der Rechtswissenschaften（略称：Dr. iur. (iuris)） - 法学博士
- Doktor der Mathematik（略称：Dr. math. (mathematicae)） - 数学博士
- Doktor der Medizin（略称：Dr. med. (medicinae)） - 医学博士。ただし、EUにおいては英語圏のM.D.相当とみなされる。
- Doktor der Zahnmedizin（略称：Dr. med. dent. (medicinae dentariae)） - 歯学博士
- Doktor der Philosophie（略称：Dr. phil. (philosophiae)） - 哲学博士
- Doktor der Gartenbauwissenschaften（略称：Dr. rer. hort. (rerum horticulturarum)） - 園芸学博士
- Doktor der Naturwissenschaften（略称：Dr. rer. nat. (rerum naturalium)）- 理学博士
- Doktor der Staatswissenschaften（略称：Dr. rer. pol. (rerum politicarum)） - 国家科学博士
- Doktor der Verwaltungswissenschaften（略称：Dr. rer. publ. (rerum publicarum)） - 行政学博士
- Doktor der Musikwissenschaften（略称：Dr. sc. mus. (scientiae musicae)） - 音楽学博士
- Doktor der Wirtschaftswissenschaften（略称：Dr. sc. oec. (scientiarum oeconomicarum)） - 経済学博士
- Doktor der Sozialwissenschaften（略称：Dr. sc. soc. (scientiae socialis)） - 社会科学博士
- Doktor der Theologie（略称：Dr. theol. (theologiae)） - 神学博士

### フランス

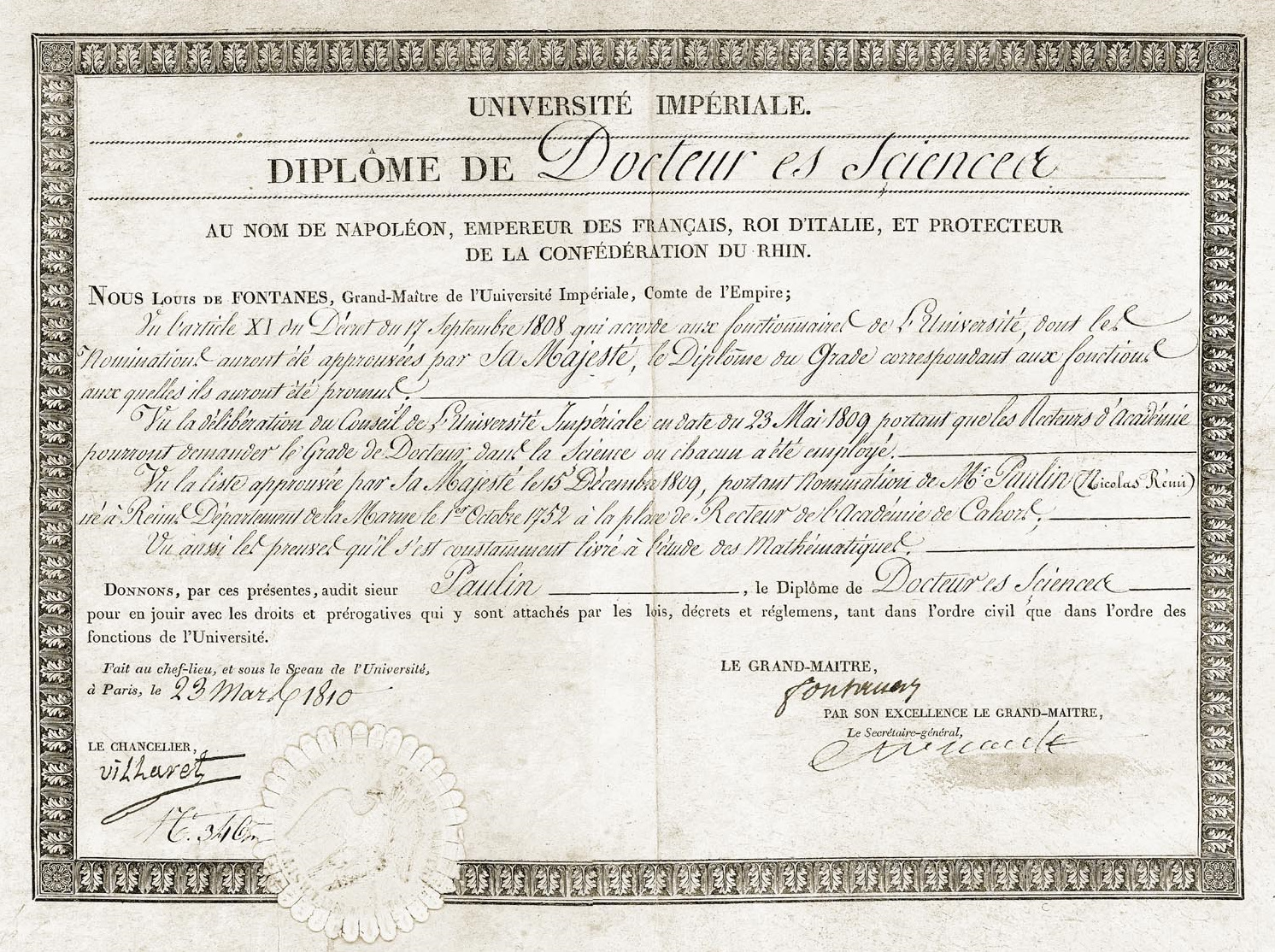
フランスのサイエンス博士国家免状（1810年）

フランスの博士号（仏: doctorat）は、国家による学位である（教育機関による学位ではない）。それを保証する国家免状 (diplôme national) は、大学、その他の認められた高等教育機関によって国家の名の下発行される。博士号の取得に関する詳細は法令により定められている。取得のための修学期間は、標準で修士（仏: master）取得後3年間である。その間に得られた研究成果をまとめた博士論文（仏: thèse de doctorat）を提出し、審査に合格することにより取得できる。
博士論文の審査は、報告者（仏: rapporteur）による論文の審査と、その後の審査会（仏: soutenance）からなる。報告者は、2名以上の博士論文指導資格（仏: habilitation à diriger des recherches）を持つ学外の当該専門領域の研究者であることが義務付けられている。そして、この報告者がそれぞれ別々に報告書を書き審査会に進めるかどうか決定する。1名でも反対があれば、審査会は開けない。また、審査会は、原則的に一般公開であり、3名から8名の審査員（仏: jury）もまた半数以上が学外の研究者でなければならない。この審査会を取り仕切るのは、プレジダンと呼ばれる博士論文指導資格を持つ大学教授もしくはそれに相当する研究者である。審査過程において、博士論文の指導教官は一人の審査員でしかなく、博士号授与の決定権は小さい。また、学外の研究者を多く取り入れることにより博士号の質を保つとともに、研究成果をその分野の著名な研究者に周知できる工夫がなされている。
ここで述べた博士号は学術的な研究に対するものだが、医学、歯学、薬学、獣医学における専門職の技能習得に対して授与される医師国家免状 (fr:Diplôme d'État de docteur) にも「博士 (docteur)」の語が用いられる。

## 博士号取得遅延の問題
2023年12月に実施された統計的文献分析では、博士号取得遅延問題に関して質の高い証拠とされており、研究者の博士号取得遅延は主に学校側の教育の問題であり、学校教育指導制度を見直すべきであるとされている。

## 博士号取得者のキャリア
各国で、高等教育への関心が高まりつつある。そのため、社会人大学院や夜間大学院、通信制大学院といった形態で、働きながら研究して博士の学位を取得する人が増えている。またそうした社会経験の豊富な人口が大学の教員になることで、学問と社会の接点を拡大しているという面もある。
理系の博士は、企業からも一定の研究能力を持つ者として認知されることが多く、一部の産業では何人の博士を雇用しているかが信用の指標とされる場合がある。実際、日立グループと日立造船グループの関係者（在籍者とOB）の間では、1952年に博士号取得者の親睦組織「返仁会（意味は変人会（へんじんかい））」が結成された。
国際的な知識社会化、生涯教育の拡大、高度専門職の増加などが進行する中、社会において博士号取得者をいかに活かすことができるかが、多くの国々で問われている。しかしながら日本では、博士号取得者の新規雇用に積極的な企業や大学はそれほど多くはないのが実状であり、ポストドクター問題の一因となってきた。文部科学省は2006年に博士人材の就職支援を開始。大阪府立大学など各大学や産学協働イノベーション人材育成協議会が博士号取得者を企業に派遣してのインターンシップ研修を行うようになった。こうした取り組みや、人工知能（AI）など技術革新に対応する必要から、博士号取得者の採用に積極的になった企業も見られる。
なお、博士号取得者は国会議員政策担当秘書の資格を無試験で取得できる他、労働基準法第14条にて高度な専門知識を有する者としても位置付けられている。
また、欧米などでは称号として氏名に博士を付けて呼ぶ（英語圏の場合、博士号所持者はMr.○○ではなくDr.○○と呼ばれる）ことが通例である。日本においては、ノーベル賞の受賞者等に対して博士の敬称を付けて報道される例が現代においても見られることがある。
日本で学問分野別博士課程修了者の正社員・正職員率は、工学博士76.2％、保健博士（医師、歯科医師ら）74.1％、農学博士66.0％、人文博士は41.0％、教育博士や芸術博士などその他は49.5％である。博士課程修了者（必ずしも博士号取得者ではない）の年収については、2018年度博士課程修了者の翌年度の年収は分野別では「収入なし」から「1500万円以上」まで15区分すると、保健が「1200万～1500万円未満」で最も高く、次は工学で「400万～500万円未満」、社会科学と理学が「300万～400万円未満」、農学が「200万～300万円未満」、人文科学は「100万～200万円未満」だった。博士課程修了者の年収は保健、工学、理学、社会で高い傾向にあり、保健は30％以上が1,000万円を超えていた。所得割合が最多なのは理学と社会が300～400万円未満、工学が400～500万円未満、保健では500～600万円未満となっている。農学が200～300万円未満、人文は100～200万円未満であった。人文博士課程修了者は400万円未満が約40％を占め、その内100～200万円未満が19.6％で最多層であった。

## ディプロマミル等による学位偽造
博士学位の問題に偽造学位の問題がある。主に海外にて、学位を審査・授与するに足らないディプロマミル・ディグリーミルという機関が大学を称して、形式的な審査と料金を支払うことで、正式な博士の学位であるかのように学位を授与する（学位記を交付する）組織が存在する。アメリカでは、ディプロマミルを用いた経歴詐称が深刻であり、日本においても2004 - 2006年度で全国4大学に4人、「ニセ学位」によって採用・昇進した教員がいたことを2007年末に文部科学省が発表した。このような問題を回避するためにも、学位の名称の使用に際しては授与機関名を併記しなければならないことが学位規則によって定められている（例：博士（医学）（東京大学））。
文部科学省は『「真正な学位と紛らわしい呼称等についての大学における状況に係る実態調査」の結果について』を公表し、この中で「近年、正規の大学等として認められていないにもかかわらず、学位授与を標榜し、真正な学位と紛らわしい呼称を供与する者の存在についての指摘が我が国においてもなされるようになっています。このような呼称を取得した者が、その呼称を有していることを以って我が国の大学において採用されること及び昇進すること、あるいはその呼称の所持が大学における広報媒体において表示されること等があれば、学習者の誤認や我が国の高等教育に対する信頼低下等につながりかねません」と指摘している。

## 博士号の取り消し
博士号の取得に際し、論文盗用等の不正があった場合などに大学から博士号を取り消される事例が散発している。